# 1851 (numero)
Milleottocentocinquantuno (1851) è il numero naturale dopo il 1850 e prima del 1852.

## Proprietà matematiche
- È un numero dispari.
- È un numero composto da 4 divisori: 1, 3, 617, 1851. Poiché la somma dei suoi divisori (escluso il numero stesso) è 621 < 1851, è un numero difettivo.
- È un numero semiprimo.
- È un numero nontotiente in quanto dispari e diverso da 1.
- È un numero felice.
- È un numero malvagio.
- È un numero intero privo di quadrati.
- È parte della terna pitagorica (1951, 1903200, 1903201).

## Astronomia
- 1851 Lacroute è un asteroide della fascia principale del sistema solare

## Astronautica
- Cosmos 1851 è un satellite artificiale russo.